# Meliosma fordii
Meliosma fordii är en tvåhjärtbladig växtart som beskrevs av William Botting Hemsley. Meliosma fordii ingår i släktet Meliosma och familjen Sabiaceae. Utöver nominatformen finns också underarten M. f. sinii.